# Guillaume Vermeylen
Guillaume Vermeylen, né le 18 juillet 1891 à Bruxelles et décédé le 28 janvier 1943 à Uccle, est un médecin psychiatre belge. En 1931, il devient le premier directeur de l'Institut de Psychiatrie à l'hôpital Brugmann, poste qu'il occupe jusqu'à sa mort. Élève de Ley et Decroly, Il publie essentiellement sur les troubles psychologiques chez les enfants. En 1932, il est nommé professeur de pédagogie à l'Université libre de Bruxelles. Pendant la Seconde Guerre mondiale, il sera emprisonné à la citadelle de Huy.
Il est également le père de Jean Vermeylen.